# Mecranium crassinerve
Mecranium crassinerve är en tvåhjärtbladig växtart som först beskrevs av Ignatz Urban, och fick sitt nu gällande namn av James Dan Skean. Mecranium crassinerve ingår i släktet Mecranium och familjen Melastomataceae. Inga underarter finns listade i Catalogue of Life.